# Enterprise social network

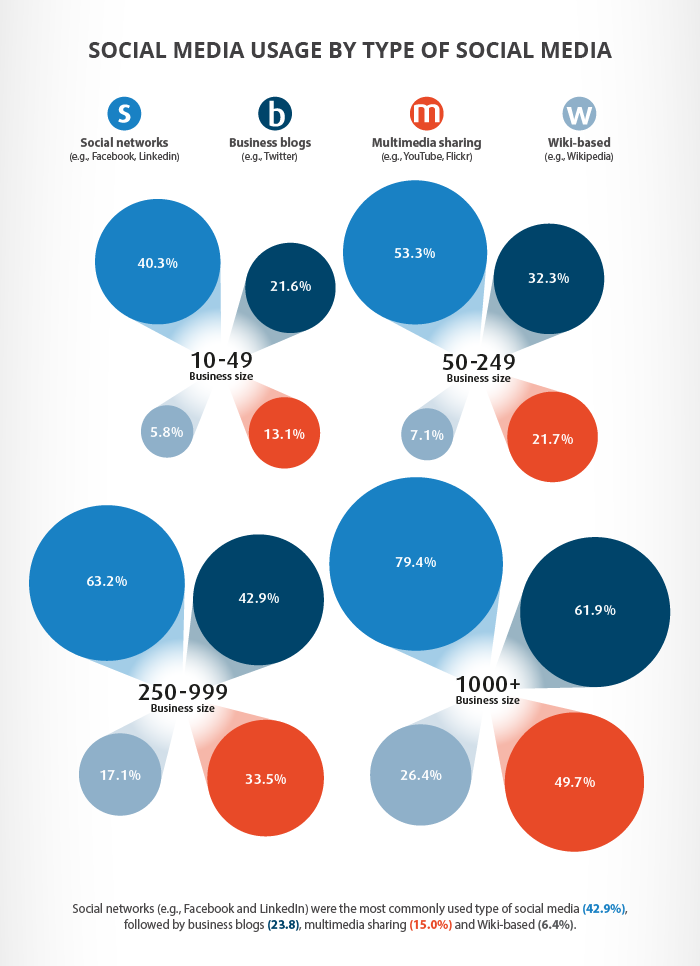
Gebruik van enterprise social networks in het Verenigd Koninkrijk (2012).

Een enterprise social network (ook wel intern sociaal (bedrijfs)netwerk of interne sociale media genoemd) is het digitale interne sociale netwerk dat gebruikt wordt door een organisatie om medewerkers en extern uitgenodigden te verbinden. Tot het gebruik van een enterprise social network wordt besloten door het management en deze wordt vervolgens breed geïntroduceerd onder de werknemers. Wanneer er uitsluitend gebruik wordt gemaakt van sociale media die reeds door medewerkers wordt gebruikt spreekt men van een internal social network, hoewel het verschil in Nederland niet zo duidelijk wordt doorgevoerd als in landen als de Verenigde Staten en het Verenigd Koninkrijk. Een enterprise social network maakt onderdeel uit van de sociale bedrijfsprogrammatuur, beter bekend als enterprise social software. Enterprise social networking maakt onderdeel uit van Enterprise 2.0.

## Geschiedenis
Enterprise social networking is ontstaan uit het gebruik van de sociale netwerken die op internet ontstonden vanaf de jaren 90. Sociale media zijn steeds populairder geworden: in 2014 maakten bijna negen op de tien Nederlanders hiervan gebruik. Het is een digitale vorm van netwerken die geroemd wordt om de mogelijkheid snel en eenvoudig contact te leggen met bekenden en onbekenden, het is laagdrempelig, en veel gebruikers zijn bereid tot het bieden van hulp of advies waar gevraagd. Omdat volgens de statistieken het overgrote merendeel van werknemers reeds bekend is met een of meer sociale netwerken ontstond het idee om deze vorm van netwerken ook intern toe te passen met bovenstaande voordelen als doel. 
Huidige enterprise social networks zijn veelal ontstaan uit een van drie mogelijkheden: (1) het gebruik van reeds bestaande socialemediaplatformen zoals Facebook, Google+, of Twitter; (2) het gebruik van open-source software speciaal gemaakt voor dit doeleinde en geplaatst op de servers van de onderneming zelf, of gehost in de online dataopslag van de ontwikkelaar; of (3) ontwikkeld door de onderneming zelf, dan wel door eigen internettechnici of uitbesteed aan een softwareontwikkelaar. Uit onderzoek van Evolve onder 80 Nederlandse bedrijven bleek dat 77,6% een intern socialemediaplatform heeft voor informatie-uitwisseling binnen de organisatie.

## Veel gebruikte netwerken
Nederland loopt achter in het gebruik van socialbusinesstoepassingen. Tegenover een wereldwijd gemiddelde van 30 procent geeft 24 procent van de Nederlandse bedrijven aan gebruik te maken van interne social collaboration tools. Yammer is het meest gebruikte interne socialemediaplatform van Nederland. In 2014 maakte 73 procent van de ondervraagden in de jaarlijks terugkerende studie van Evolve gebruik van Yammer. Twintig procent van de deelnemers aan hetzelfde onderzoek gaf aan Microsoft Sharepoint te gebruiken. Die twintig procent is verdeeld in bijna 8,5 procent voor SP2010 met een social suite, ruim tien procent voor SP2013 en ruim 1,5 procent voor SP Online.
Bij veel organisaties wordt aanvullend ook de traditionele sociale media ingezet voor interne communicatie. Negentien procent van de organisaties met interne sociale media zegt LinkedIn en Facebook te gebruiken. Maar waar Yammer vaak organisatiebreed wordt ingezet, zijn Facebook en LinkedIn doorgaans decentrale initiatieven. Google+ blijft ook als intern sociaal platform achter bij Facebook en LinkedIn; zeven procent van organisaties met interne social gebruikt Google+.
Wereldwijd ligt het percentage van bedrijven met een enterprise social network ongeveer gelijk: 78 procent. 208 miljoen mensen maakten wereldwijd gebruik van een enterprise social network in 2013. Mondiaal de meest gebruikte enterprise social software kwam in 2011 van: IBM (13,7%), Jive Software (8,5%), Communispace (7,8%), Telligent (5%) en Socialtext (4%). Yammer heeft wereldwijd 2,9% van het marktaandeel maar had in 2011 wel de hoogste groei met 132 procent. In totaal werd er door alle enterprise social software aanbieders ruim $800 miljoen omgezet.

## Functionaliteiten
Er is geen standaard voor de functionaliteiten die aangeboden kunnen, mogen, of moeten worden door een enterprise social network. Andrew McAfee, Associate Professor aan de Harvard Business School deed in 2006 de volgende aanbevelingen voor een succesvol intern netwerk:
- Zoekfunctie: sta gebruikers toe te zoeken naar andere gebruikers en specifieke content
- Verbinden: groepeer gebruikers en content met elkaar
- Creëren: het maken van blogs en wiki's
- Labelen: gebruikers kunnen content indexeren met eigen tags
- Verspreiding: het aanbevelen van content en medegebruikers gebaseerd op gebruikersprofielen
- Signalen: gebruikers moeten zich in kunnen schrijven op content en/of berichten van medegebruikers via RSS

In 2007 voegde Dion Hinchcliffe de volgende vier eigenschappen toe:
- Vrijevormfuncties: het toevoegen van content zonder barrières
- Netwerkfuncties: implementatie met het internet
- Sociale functies: transparant om te gebruiken, divers in content en gebruikers, en open in structuur
- Tot stand komende functies: het detecteren en indexeren van de collectieve kennis

Om deze functies te ondersteunen, wordt een combinatie gemaakt van twee of meer van de onderstaande softwarepakketten:
- Zoekmogelijkheden en tags
- Wiki's
- (Micro)blog-opties
- RSS of andere notificatiestromen
- Collaboratieve ordeningsgereedschappen zoals (gedeelde) agenda's of Projectmanagement tools
- Ideegeneratie-software
- Sociaalnetwerkinstrumenten
- Web Content Management Systeem
- Chatfunctie(s)
- Bestandsbeheer

## Voordelen
Organisaties zetten een enterprise social network in om vele, en zeer uiteenlopende, redenen. Een goed geïntegreerd enterprise social network helpt mee de impliciete kennis van een organisatie vast te leggen, verhoogt de productiviteit en efficiëntie van werknemers, vergroot de betrokkenheid van medewerkers, helpt mee met het voorspellen van markt trends, en verkleint de afstand tussen management en werknemer. Dit alles met als doel om kosten te drukken en de omzet te vergroten.

### Zero e-mail
Een enterprise social network kan ingezet worden als middel om de hoeveelheid interne e-mails in te dammen. Door de sociale functies van het netwerk kan er via een chatfunctie of een discussie-string aan de socialemediakant van het netwerk snel overleg tussen meerdere personen plaatsvinden. Met welk percentage het e-mailgebruik kan verminderen, hangt af van de integratie van het netwerk onder medewerkers. IT-specialist Atos heeft als voornemen om een volledig 'zero-email'-beleid door te voeren onder al zijn 76.000 werknemers met ZEN: Zero Email Network. Dit netwerk bestaat uit een combinatie van Sharepoint voor bestandsbeheer, Lynk voor chat, en het zelf ontwikkelde blueKiwi dat functioneert als sociaalnetwerksite.

## Risico's

### Adoptie
Een enterprise social network is enkel effectief wanneer goed opgezet en breed geaccepteerd. Er wordt geschat dat ruim 80% van alle opgezette enterprise social networks niet het vooraf beoogde resultaat zal behalen. Te weinig draagkracht voor het project bij de top van het bedrijf, een te klein budget voor implementatie en integratie, en een te grote focus op technologie worden genoemd als de belangrijkste oorzaken van het falen van de implementatie van een enterprise social network.

### Transparantie
Omdat een enterprise social network opgezet is om informatie te delen voorbij de rangen en standen binnen de organisatie kan het zijn dat informatie die nog niet openbaar mocht worden gemaakt of die zonder de juiste context foutief geïnterpreteerd kan worden, grootschalig wordt verspreid.
Uit onderzoek is gebleken dat werknemers lang niet altijd voorzichtig omgaan met bedrijfsdata. Een onderzoek uit 2008 onder 2000 IT-professionals uit tien landen geselecteerd op hun verscheidenheid toonde aan dat 70 procent van IT-professionals ervan overtuigd was dat de helft van alle datacorruptie in het bedrijfsnetwerk werd veroorzaakt door het gebruik van niet-geautoriseerde applicaties (privé-e-mail, online winkelen en externe chatfuncties) in de werkomgeving. 44 procent van alle werknemers deelden hun zakelijke computers en telefoons met derden. 46 procent gaf toe bedrijfsdata over te zetten van het bedrijfsnetwerk naar computers bedoeld voor persoonlijk gebruik. 18 procent deelde wachtwoorden voor het bedrijfsnetwerk met derden.

### Veiligheid
Bij het gebruik van reeds bestaande netwerken voor interne communicatie (zoals Facebook, Google+ of Twitter), en sommige gratis versies van gespecialiseerde enterprise-socialnetworkingapplicaties lopen ondernemingen de kans dat door een verschuiving in privacyinstellingen, onjuist gebruik of hacking gevoelige gegevens buiten de bedrijfssfeer terechtkomen. Dit gevaar wordt kleiner bij een volledig intern netwerk.